# Ballinunty
Ballinunty är en ort i republiken Irland.   Den ligger i provinsen Munster, i den centrala delen av landet, 130 km sydväst om huvudstaden Dublin. Ballinunty ligger 140 meter över havet och antalet invånare är 152.
Terrängen runt Ballinunty är platt, och sluttar västerut. Runt Ballinunty är det ganska glesbefolkat, med 28 invånare per kvadratkilometer. Närmaste större samhälle är Thurles, 13,8 km nordväst om Ballinunty. Trakten runt Ballinunty består i huvudsak av gräsmarker.